# Tanaka Yudai (1995)
Yudai Tanaka (sinh ngày 17 tháng 11 năm 1995) là một cầu thủ bóng đá người Nhật Bản.

## Sự nghiệp câu lạc bộ
Yudai Tanaka đã từng chơi cho SC Sagamihara.